# Piórkoskrzydłe
Piórkoskrzydłe, pióroskrzydłe (Ptiliidae) – rodzina owadów z rzędu chrząszczy. Są to najmniejsze chrząszcze o długości 0,4-1,2 mm. Skrzydła chrząszczy z tej rodziny pokryte są przy brzegach długimi włoskami i składają się potrójnie przy chowaniu pod pokrywy.
Piórkoskrzydłe żyją w suchym nawozie, pod opadłymi liśćmi, w spróchniałym drewnie, w mrowiskach. Czasami występują w dużych skupiskach. W Polsce najpospolitszym chrząszczem z tej rodziny jest Acrotrichis grandicollis.